# ゴース星人
ゴース星人（ゴースせいじん）は、特撮テレビドラマ『ウルトラセブン』をはじめとするウルトラシリーズに登場する架空の宇宙人。別名は幽霊怪人。

## 『ウルトラセブン』に登場するゴース星人
『ウルトラセブン』第48話「史上最大の侵略（前編）」、第49話「史上最大の侵略（後編）」に登場。
きわめて高度な文明を誇り、普通の方法では観測できない「幽霊惑星」ことゴース星から地球を侵略しに訪れた異星人。熊が岳の地底に侵略基地を建造し、パンドンを操る。地上では淡い光で全身を包み、幽霊を思わせる半透明の状態で活動するほか、右手から放つ光線で作るゴースバルーンで敵を包み込み、身動きを封じる。地球人の言語は理解しているが、話せるのは甲高い独特の言語だけであるため、ウルトラ警備隊を擁する地球防衛軍に降伏を勧告する際には人質として拉致したウルトラ警備隊のアマギ隊員の自我をマインドコントロールする特殊なカプセルで洗脳し、メッセンジャーとして使う。
地球人の海や空からの攻撃に対する守備は堅いものの地底からの攻撃に対する守備は脆いことを利用し、超強力な地底ミサイル150発で全世界の首都を破壊する人類抹殺計画「30億全人類皆殺し作戦」の手始めとして、ニューヨーク、ロンドン、パリ、モスクワなどへ壊滅的な被害を与え、人類に降伏と火星への移住を要求する。
基地には円盤消火セクション、円盤基地、パンドンを改造するモンスター改造室、地底ミサイル格納庫などの施設があり、司令官、側近4人、部下たち多数が潜伏していたが、最終的にはウルトラ警備隊に発見されたうえ、自動操縦で送り込まれた時限爆弾搭載のマグマライザーに急襲されて破壊される。その結果、爆発直前にウルトラセブンによって救出されるアマギ以外の全員が死亡する。
- スーツアクター：池島美樹[9][14][注釈 3]
- 声は「親分、殴り込みでございます」「何!? 殴り込みだと!?」などの日本語のセリフを早送り再生して加工したもの[16]。
- 名前の由来は英語で幽霊を意味する「ghost」から[17]。
- 第48話の決定稿脚本ではモロボシ・ダンが体育館でバスケットボールや鉄棒を行う様子をゴース星人の偵察隊が覗いており、これは地球侵略の障害となるセブンを監視している描写だったということから、完成作品ではアンヌに変更された[14]。
- 劇中に登場したヒューマノイド形態以外にも、総統が巨大化した異形の姿を描いた池谷仙克によるデザイン画が残されている。
- 着ぐるみは高山良策によって頭部のみが数体造られ、胴体は既存のタイツを使用している[18]。
- 『戦え! マイティジャック』の第16話「来訪者を守りぬけ」に登場するモノロン星人のスーツは、ゴース星人の顔を赤く染め直したものである。このマスクは、『ウルトラファイト』第196話「怪獣死体置場」で円谷プロの着ぐるみ倉庫に置かれているのが確認できる。
- 地底ミサイルのミニチュアは、『サンダーバード』のジェットモグラのプラモデルを改造したものである[19]。
- 地底ミサイルで各国の都市が破壊されるシーンは、1961年の映画『世界大戦争』からの流用[20]（詳細は世界大戦争#特撮を参照）。その後、『ウルトラマン80』に登場するバルタン星人（六代目）の地球破壊のイメージシーンとして流用された。

## 『ウルトラマンボーイのウルころ』に登場するゴース星人
『ウルトラマンボーイのウルころ』の新撮に登場。
- 第152話「熱血指導だ！ エイティ先生の巻」、第153話「これがウルトラスピリッツだ！ の巻」に登場。ヒロシという名のウルトラマン80の生徒で、番長または兄貴と呼ばれるサタンビゾーの子分。
- 第225話「開幕！ ウルトラオリンピックの巻」ではゾフィーとケットル星人の乱闘を実況するが、ケットル星人の不真面目さに怒って彼をプロレス技で制裁し、「よっしゃあ」とガッツポーズを決める。
- 第259話「発表！ 夢のバトル・ベスト3の巻」ではナレーターを演じる。

## 『ウルトラマンタイガ』に登場するゴース星人
『ウルトラマンタイガ』第18話「新しき世界のために」に登場。
かつてはバット星人小森セイジの同志だったが、地球での革命を放棄し、ひょっとこの面を被って地球人に紛れて生活しながら宇宙に帰ろうとしていた。地球の言語は喋れないため、E.G.I.S.の宗谷ホマレの身体を借りて人間と会話する。霧崎の策略で宇宙人を憎んでいた田崎修に襲われるが、それを助けるために現れたパンドンがウルトラマントレギアに惨殺されると、宇宙人に理解を示した修から謝罪された後、パンドンに花を手向けた。
- 声：諒太郎[24][注釈 4]
- スーツアクター：岡部暁
- スーツは新規に造形された[24]。
- 言葉が通じない宇宙人が、宇宙人は悪いものだと決め付けている少年と最終的に分かり合える話にするため、地球の言葉を喋らないゴース星人が選ばれた[24][25]。また、パンドンの登場が決定したことも理由の一つであった[24]。

## 『セブンガーファイト』に登場するゴース
『セブンガーファイト』第7話「帰ってきた赤いアイツ」に登場。
怪獣惑星に生息する個体が登場。ガラモン、ガンダー、改造パンドン、イカルスを操っていた黒幕。駆けつけたジャグラーの新月斬波によって一刀両断にされる。

## 『ウルトラマンデッカー最終章 旅立ちの彼方へ…』に登場するゴース星人
映画『ウルトラマンデッカー最終章 旅立ちの彼方へ…』に登場。
本作品ではプロフェッサー・ギベルスの配下にあり、その侵略作戦に単独で参加している。
- スーツアクター：橋本拓

## 『ウルトラマンライブステージ2・宇宙恐竜最強進化!』に登場するゴース星人
舞台作品『ウルトラマンライブステージ2・宇宙恐竜最強進化!』に登場。
『ウルトラセブン』最終回にて基地の爆発に巻き込まれて死亡したゴース星人の1人。ゾフィーからとある卵を与えられ、「その卵から孵った子供を育てる」という条件で生き返らせてもらうが、卵から孵ったゼットン星人の子供を巡り、大事件が起きることになる。

## その他の作品に登場するゴース星人
- 映画『新世紀2003ウルトラマン伝説 THE KING'S JUBILEE』では、ウルトラマンキングの誕生日を怪獣たちと共に祝福する。
- 『ウルトラマンM730 ウルトラマンランド』では、モノロンの母で働き者のゴースが登場。これは、前述したようにモノロン星人のスーツがゴース星人の改造であることにちなむ。
- てれびくん版『ウルトラマンメビウス外伝 超銀河大戦』では、L・P372星雲にてパンドンを操り、ウルトラマンタロウやウルトラマンAと対決する。
- 『ウルトラマンギンガ』第3話でキングパンドンにダークライブした菅生ユウカ（）の名前は、ゴース星人に由来している[28]。